# Fiona Crackles

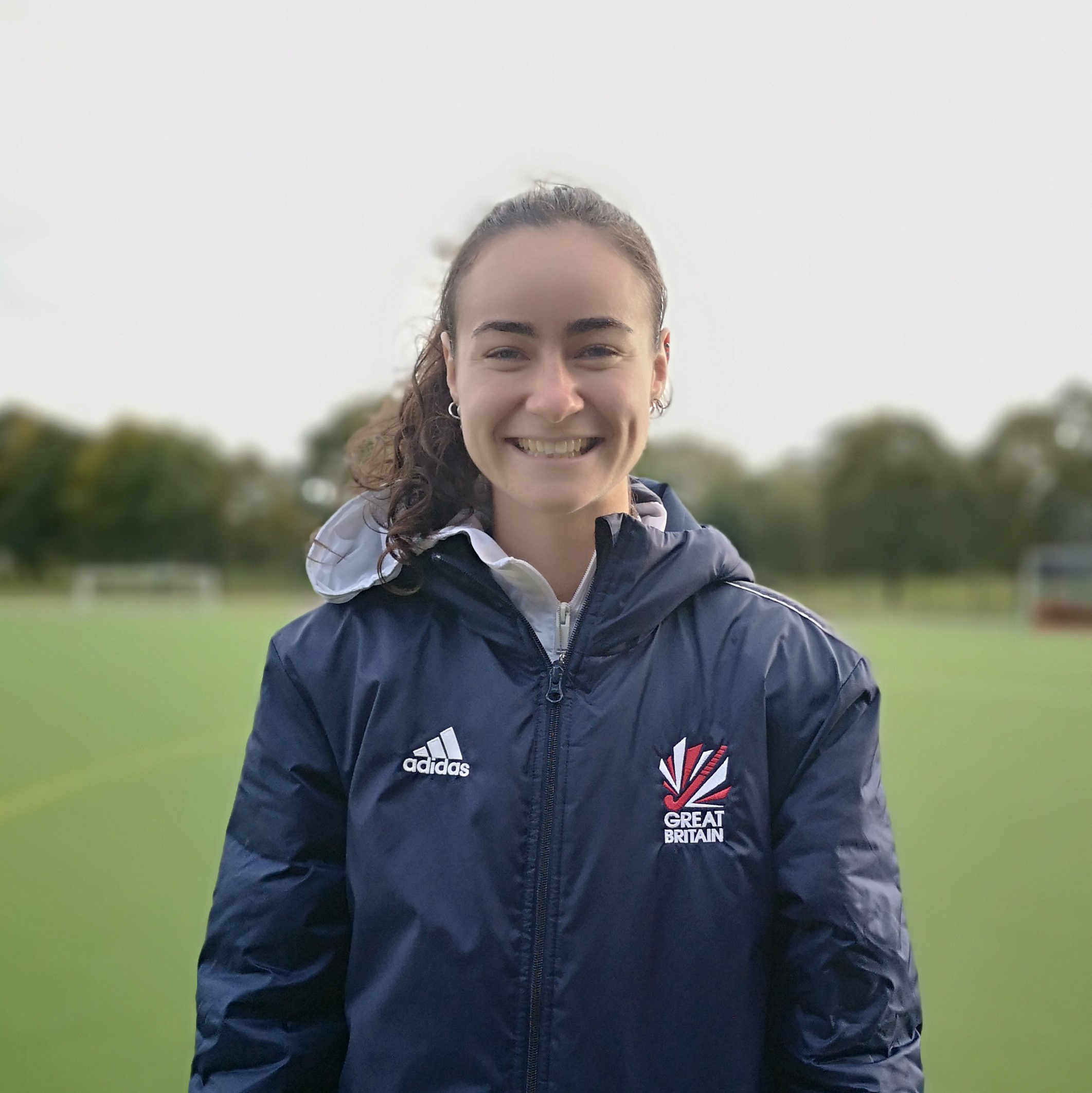
Fiona Crackles (2021)

Fiona Anne Crackles (* 11. Februar 2000 in Kirkby Lonsdale) ist eine britische Hockeyspielerin. Sie war mit der britischen Nationalmannschaft Olympiadritte 2021 und mit der englischen Nationalmannschaft Siegerin bei den Commonwealth Games 2022.

## Sportliche Karriere
Die Verteidigerin spielte 2024 für den Wimbledon Hockey Club und für das Team der Durham University.
Crackles debütierte 2020 in der britischen Nationalmannschaft. Ihr erstes großes Turnier bestritt sie 2021 allerdings mit der englischen Nationalmannschaft. Bei der Europameisterschaft in Amstelveen verfehlten die Engländerinnen das Halbfinale und belegten schließlich den fünften Platz. Bei den erst 2021 ausgetragenen Olympischen Spielen in Tokio bezwangen die Britinnen im Viertelfinale die Spanierinnen im Penaltyschießen, im Halbfinale unterlagen sie den Niederländerinnen mit 1:5. Im Spiel um den dritten Platz trafen die Britinnen auf die Inderinnen und siegten mit 4:3. Crackles war in allen acht Spielen dabei.
Im Juli 2022 bei der Weltmeisterschaft in Terrassa und Amstelveen schied die englische Mannschaft im Viertelfinale gegen die Argentinierinnen aus. Crackles wirkte in allen fünf Spielen mit. Zwei Wochen nach der Weltmeisterschaft begannen die Commonwealth Games in Birmingham. Die Engländerinnen besiegten im Finale die Australierinnen mit 2:1. Crackles war in allen sechs Spielen im Einsatz. Im Sommer 2023 bei der Europameisterschaft in Mönchengladbach verloren die Engländerinnen im Halbfinale mit 0:7 gegen die Niederländerinnen. Im Spiel um den dritten Platz unterlagen sie der deutschen Mannschaft mit 0:3. Im Jahr darauf schied Crackles mit der britischen Mannschaft im Viertelfinale der Olympischen Spiele in Paris gegen die Niederländerinnen aus.
Fiona Crackles bestritt bis August 2024 42 Länderspiele für England und 54 Länderspiele für die britische Mannschaft.